# ماركو لوغران
ماركو لوغران (بالإنجليزية: Marco Loughran) (مواليد 24 مارس 1989) هو سبّاح من المملكة المتحدة، مثّل بلاده في الألعاب الأولمبية الصيفية 2012.

## روابط خارجية
ماركو لوغران على موقع الاتحاد الدولي للسباحة (الإنجليزية)
- ماركو لوغران على موقع اللجنة الأولمبية الدولية (الإنجليزية)
- ماركو لوغران على موقع أوليمبيديا (الإنجليزية)
- ماركو لوغران على موقع اللجنة الأولمبية البريطانية (الإنجليزية)